# TS马莱克萨
TS马莱克萨（TS Malekesa） 是一支位于民主刚果基桑加尼的足球俱乐部，目前为民主刚果最高级别联赛刚果民主共和国足球甲级联赛球队。球队主体育场为可容纳1万人的卢蒙巴体育场（Stade Lumumba）。（页面存档备份，存于）

## 球队战绩
- 东方省联赛冠军: 2次

2003, 2007